# Lübecká zátoka
Lübecká zátoka je zátoka v jihozápadním Baltském moři, kde omývá břehy dvou německých spolkových zemí, Meklenburska-Předního Pomořanska a Šlesvicka-Holštýnska. Lübecká zátoka tvoří jihozápadní část Meklenburského zálivu.
Hlavním přístavem je Travemünde, městská čtvrť Lübecku, při ústí řeky Trave. Kanál Labe – Lübeck spojuje Baltské moře s řekou Labe. Zátoka je obklopena pevninou se zemským okresem Východní Holštýnsko spolkové země Šlesvicko-Holštýnsko a zemským okresem Severozápadní Meklenbursko spolkové země Meklenbursko-Přední Pomořansko.
Oblíbeným cílem pro rodiny s dětmi z celé oblasti a z regionu jižního Dánska je zábavný park Hansa-Park, který se nachází na severu zálivu.
Státy Šlesvicko-Holštýnsko a Meklenbursko-Přední Pomořansko rozděluje jezero Pötenitzer Wiek. Jezeru se dostalo historické pozornosti, když východoněmeckým uprchlíkům dávalo možnost uprchnout z východního Německa do západního. Jezero se nachází ve východní zátoce dolní Trave, východně od německého poloostrova Priwall.

## Fotogalerie

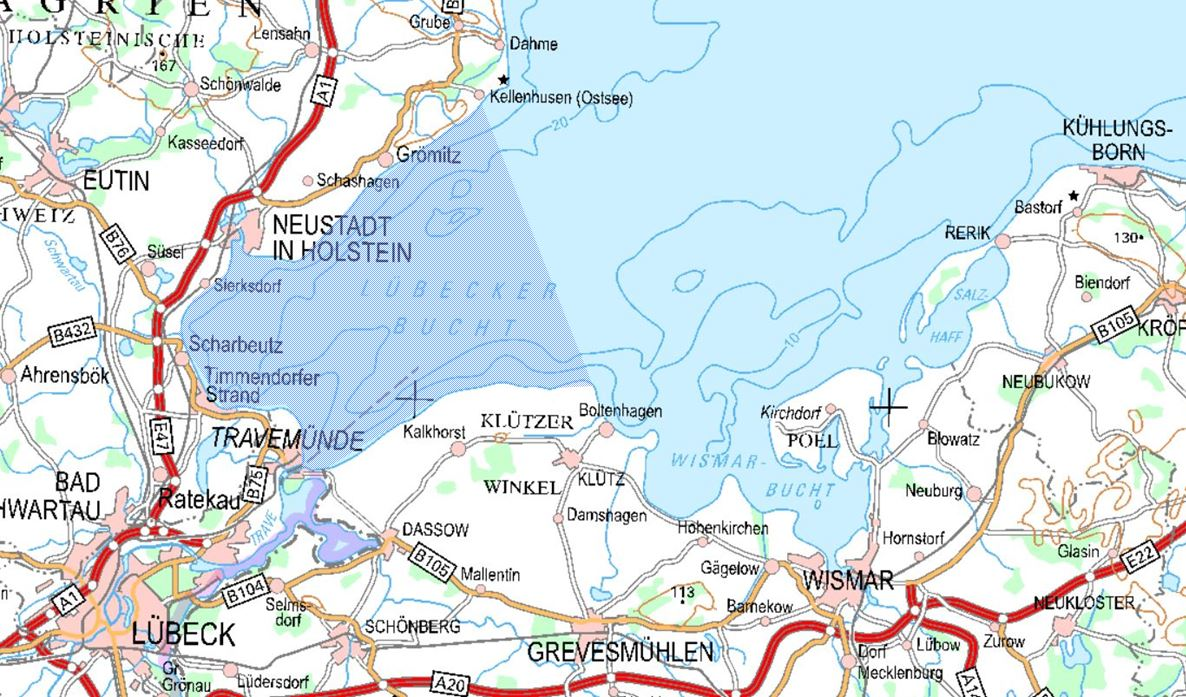
Lübecká zátoka
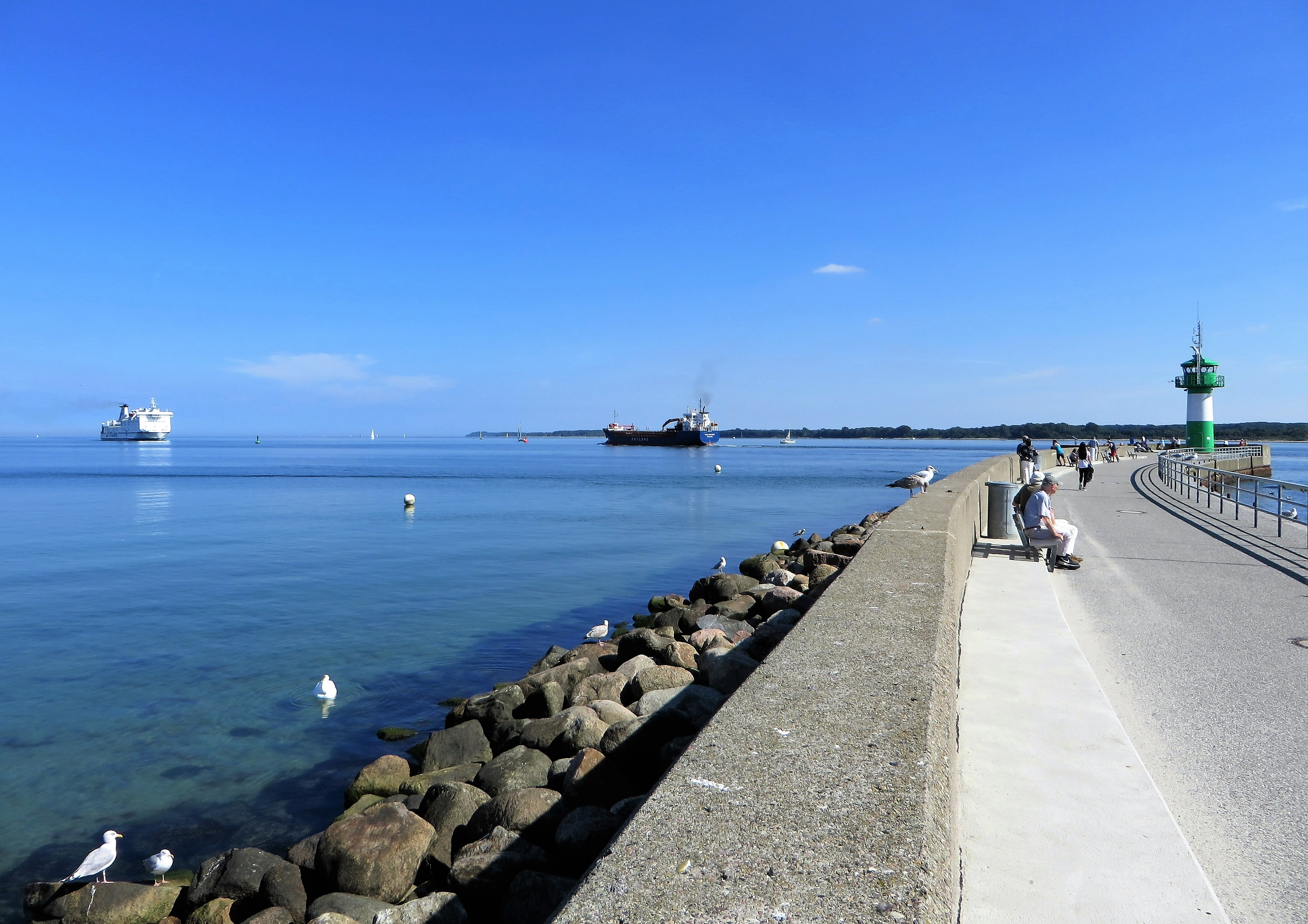
Pohled na severní přístavní hráz a na Lübeckou zátoku
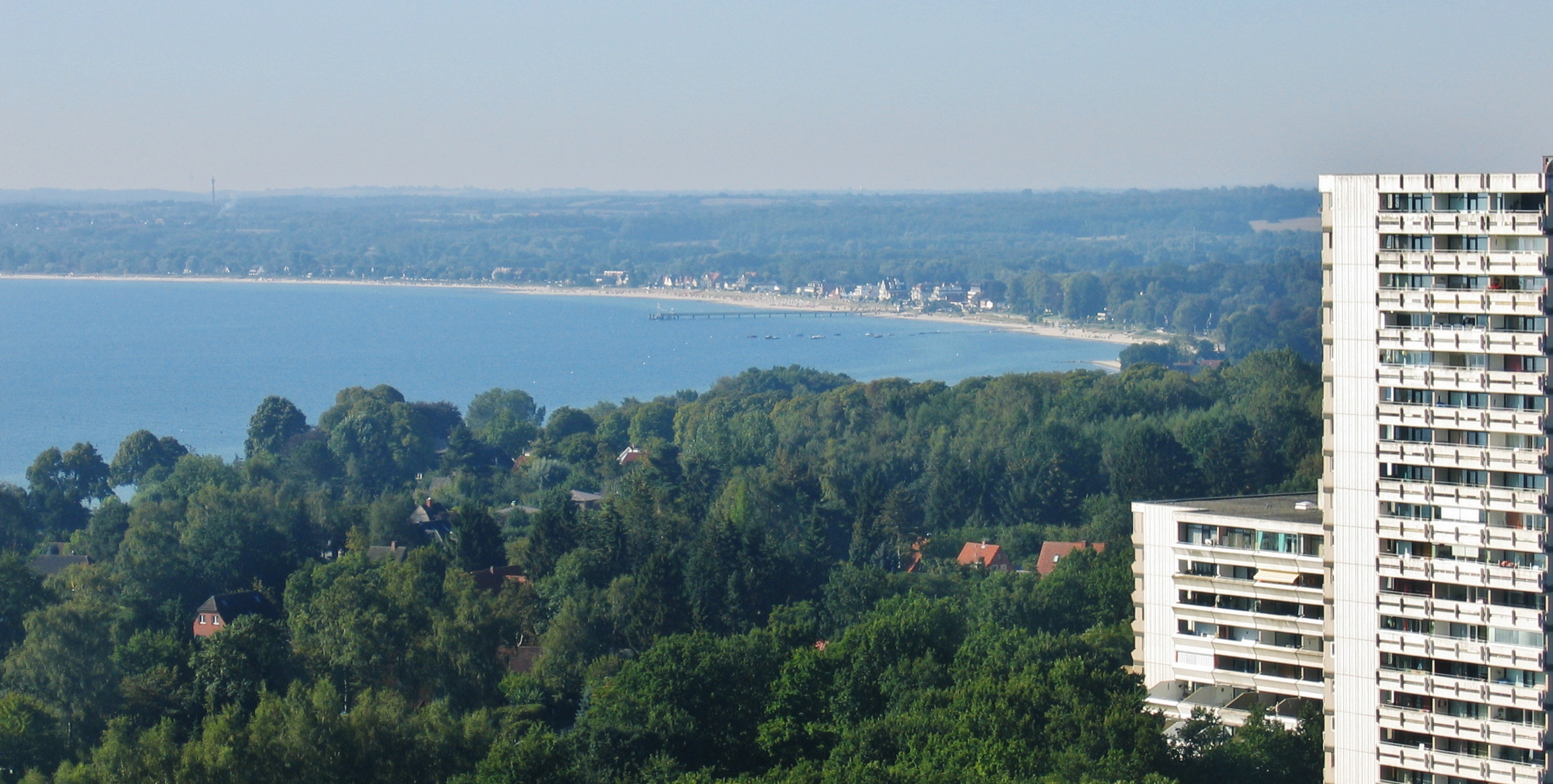
Panoramatický pohled na Lübeckou zátoku z Hansaparku
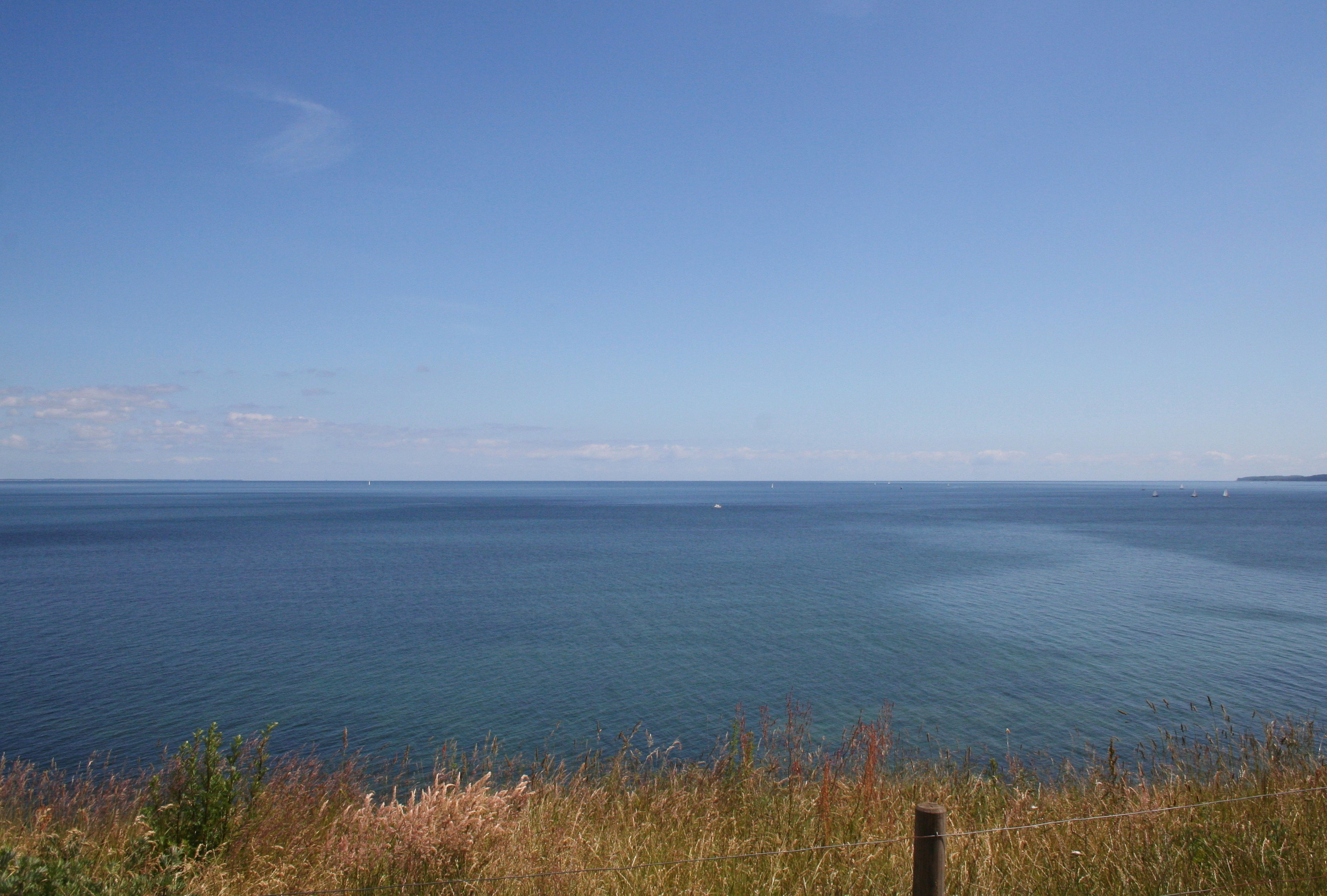
Lübecká zátoka
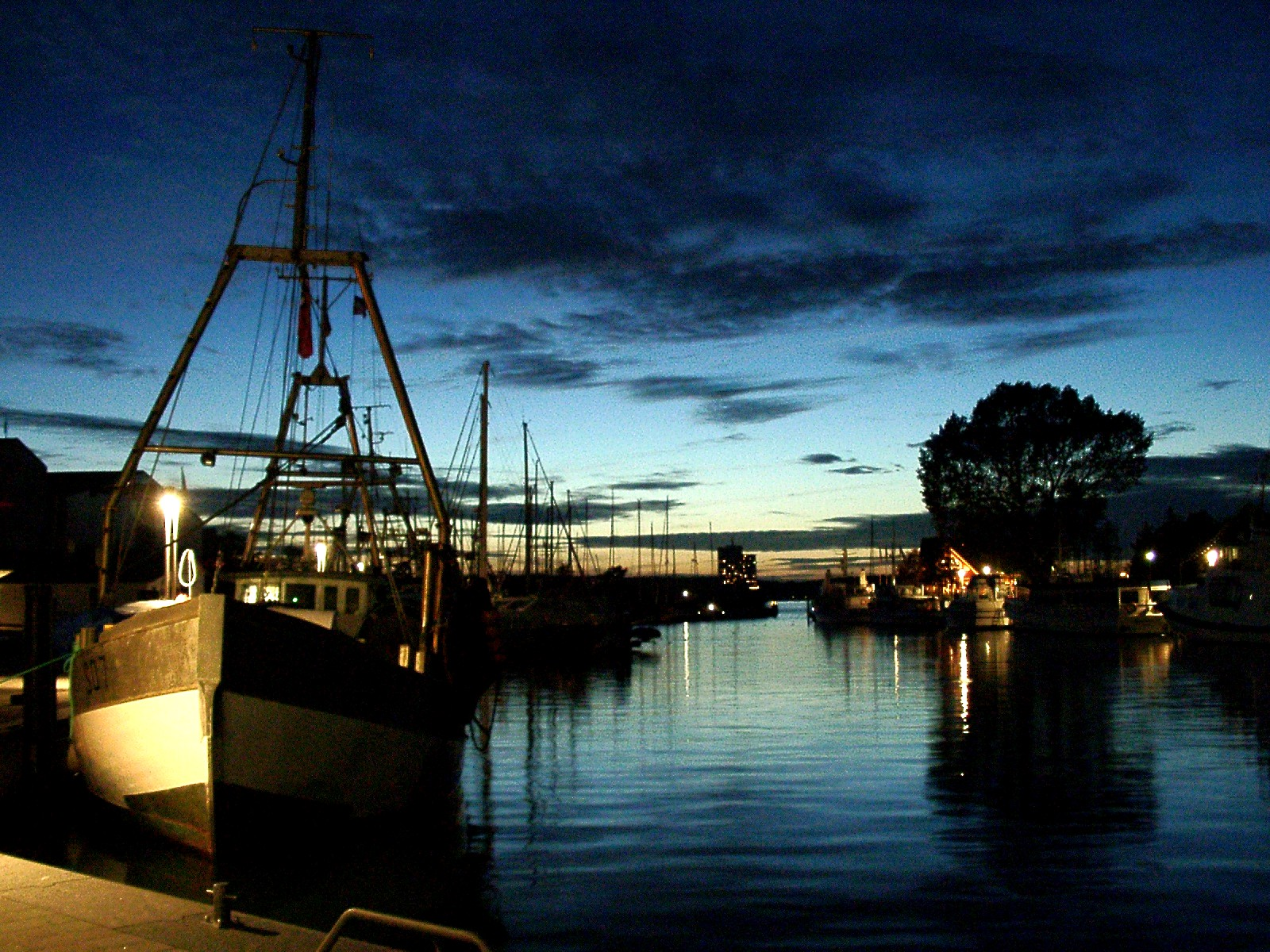
Přístav Niendorf
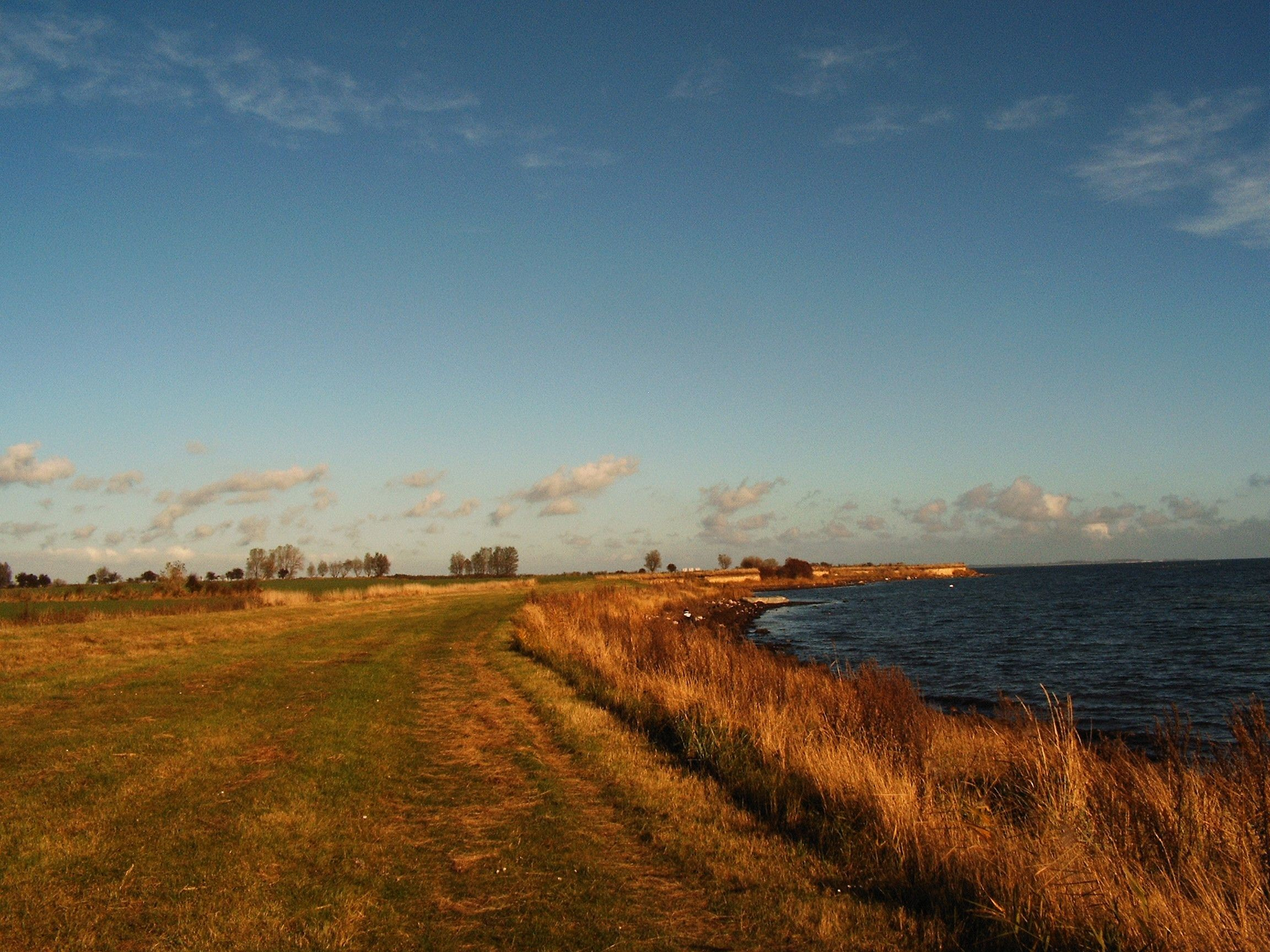
Pobřeží Grossenbrode